# Turbonilla lamna
Turbonilla lamna är en snäckart som beskrevs av Bartsch 1917. Turbonilla lamna ingår i släktet Turbonilla och familjen Pyramidellidae. Inga underarter finns listade i Catalogue of Life.